# Copelatus romani
Copelatus romani är en skalbaggsart som beskrevs av Zimmermann 1924. Copelatus romani ingår i släktet Copelatus och familjen dykare. Inga underarter finns listade i Catalogue of Life.